# Andre Levins
Andre Levins (nacido el 29 de agosto de 1982 en Hempstead, Nueva York) es un rapero estadounidense, también conocido como A+.
Su carrera comenzó en 1995, cuando ganó una competición nacional patrocinada por Def Jam Records. Fue descubierto por Kedar Massenburg, siendo el primero en firmar por su disquera Kedar Entertainment.
En 1996, a la edad de 14 años, A+ publicó su primer álbum, The Latch-Key Kid. En 1999 sacó Hempstead High.
- Datos: Q277707
- Multimedia: A+ (rapper) / Q277707